# قائمة مصارعي توتال نون ستوب اكشن ريسلينغ
توتال نون ستوب اكشن ريسلينغ هو اتحاد مصارعة المحترفين كندي /أمريكي يقع مقر الاتحاد في تورونتو، أونتاريو، كندا. موظفين شركة توتال نون ستوب اكشن يتكونون من المصارعين المحترفين والمديرين والمعلقين الرياضين ومذيعي الحلبة وموظفيين اجراء المقابلات والحكام والمدربين واعضاء فريق الابداع والمنتجين وكتاب السيناريوهات ووغيرها من مختلف الوظائف والمديرين التنفيذيين واعضاء مجلس الإدارة يتم ادرجهم أيضا في هذه القائمة.
نشط المصارعين وعلى الشاشة التلفزيونية بحيث يظهر المواهب في العروض الاسبوعية في برنامج الاتحاد الرائد عرض الامباكت والعرض الاسبوعي الثانوي الثاني ايكسبلوجين Xplosion وجميع العروض الشهرية التي تعامل بقوانين الدفع مقابل المشاهدة والعروض والاحداث المحلية غير المتلفزة أفراد المنظمة الذين يتم ذكر اسمائهم أدناه عن دوره كل واحد في توتال نون ستوب اكشن بها اسم الحلبة على اليسار، واسمه الحقيقي هو على اليمين. واتحاد توتال نون ستوب اكشن للمصارعة يشير إلى المصارعات الأناث بأسم «النوك اوتس».
كما أن شركة توتال نون ستوب اكشن للمصارعة لديها شراكات مع مختلف الاتحادات الوطنية والدولية للمصارعة (مثل بيت الهاردكور HOH ولوتشا اندرجروند في الولايات المتحدة وفي المكسيك تربل ايه لوتشا ليبري ورلد وايد (AAA) وفي كندا اتحاد بورد سيتي ريسلينغ (BCW) وفي اليابان برو ريسلينغ نوا) والمصارعين من تلك الشركات قد تؤدي أيضا ظهور في عروض وبرامج الاتحاد طبقاً لبنود الشراكة.
و يعد اتحاد وادي أوهايو المصارعة (OVW) بمثابة المركز التنموي للاتحاد، ولذلك مواهب ونجوم اتحاد OVW قد يظهرون بشكل دوري في عروض التي ان ايه كذلك طبقاً لبنود الاتفاقية التي وقعها الاتحادين معاً.

## قائمة المصارعين

### المصارعين الذكور

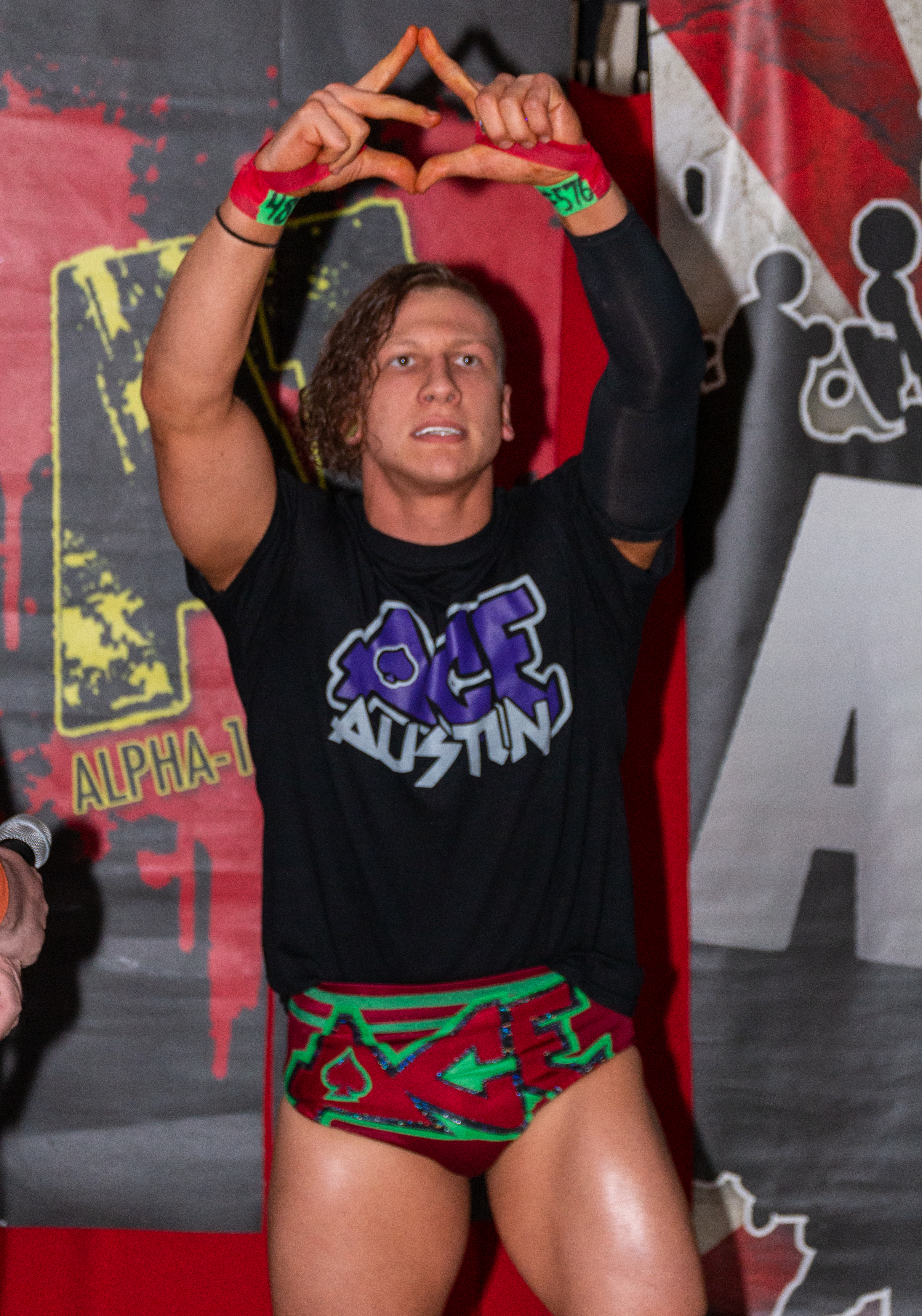
ايس اوستن بطل الاكس دفجن

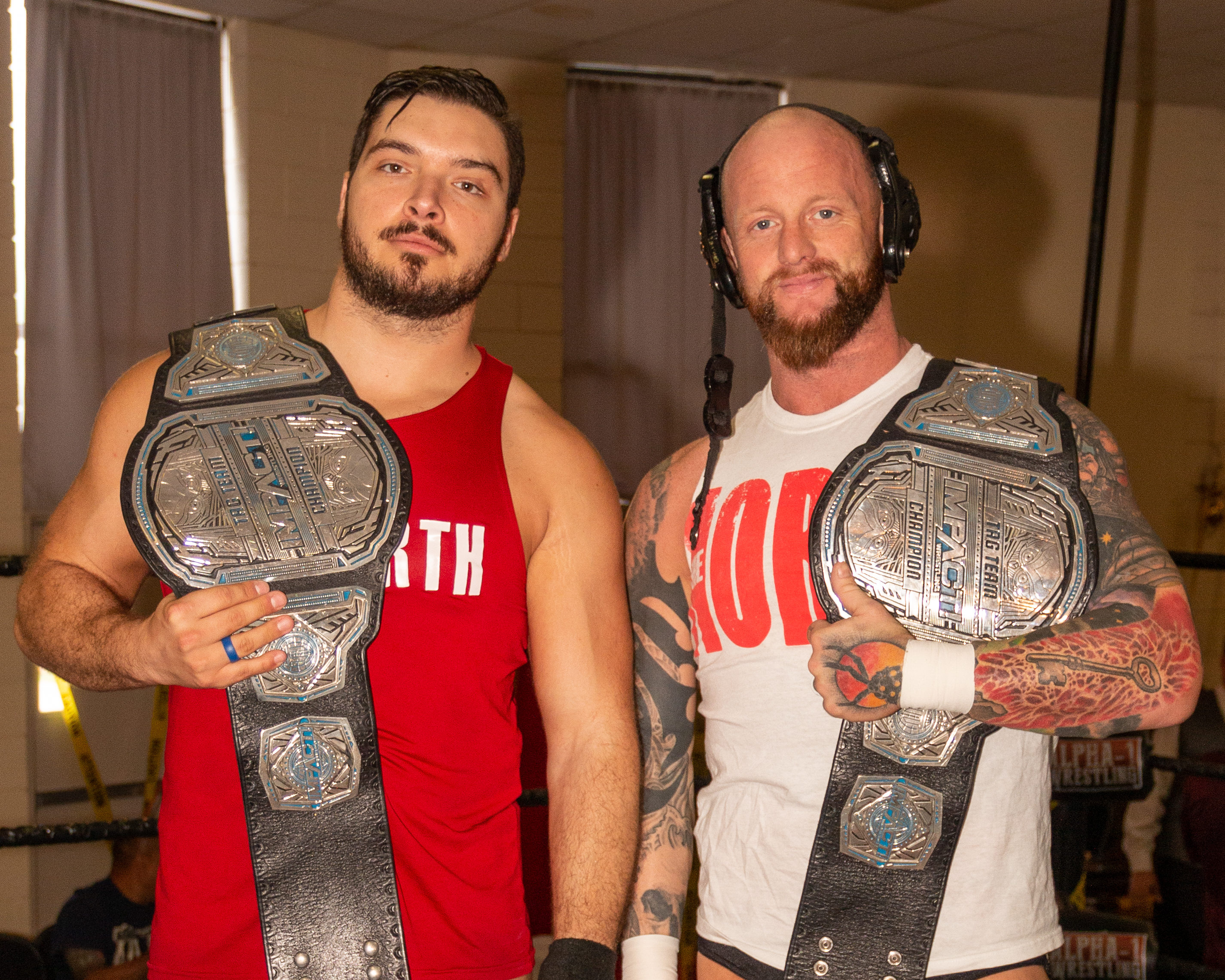
فريق النورث ابطال الفرق

| اسم الحلبة      | الاسم الحقيقي          | ملاحظات                          |
| --------------- | ---------------------- | -------------------------------- |
| آدم ثورنستوو    | آدم ديبور              |                                  |
| ايس اوستن       | غير معروف              | بطل الاكس دفجن                   |
| بوبندر سينج     | بوبندر سينج            | متدرب من وندسور (أونتاريو), كندا |
| براين كيج       | براين بوتوم            |                                  |
| كودي دينير      | كريستوفر جري           |                                  |
| داجا            | ميجول اوليفو           | بطل تربل ايه أمريكا اللإتينية    |
| جوني سوينجر     | جوزيف دورجان           |                                  |
| ديف كريست       | ديفيد كريست الابن      |                                  |
| ديزموند اكزافير | ديفون ايفيرهارت        |                                  |
| إدي إدواردز     | ايريك ماهير            |                                  |
| كين شامروك      | كين شامروك             |                                  |
| ايثان بيج       | جوليان ميكفسكي         | بطل الفرق                        |
| فالاه باه       | فرانس فلوريس           |                                  |
| جيك كريست       | جون كريست              |                                  |
| جيك دينير       | غير معروف              |                                  |
| جوني امباكت     | حون هنيجان             |                                  |
| حوش اليكسندر    | جوشوا ليمي             | بطل الفرق                        |
| كيلر كروس       | كيفين جيست             |                                  |
| ماد مان فولتون  | جيكوب ساوزويك          |                                  |
| ماهابالي شيرا   | امانبريت رانداهاوا     | [ 26 ]                           |
| مايكل الجين     | ارون فروبيل            |                                  |
| موس             | كوين اوجيناكا          |                                  |
| ليستر ذا ليجيند | ديفيد لاستير           |                                  |
| بيتي واليامز    | بيتر واليامز الثالث    | منتج                             |
| راغ سينج        | مونراج ساهوتا          |                                  |
| راينو           | تيري درين              |                                  |
| ريتش سوان       | ريتشارد سوان           |                                  |
| روب فان دام     | روب سكاتوسكي           |                                  |
| روهيت راجو      | حكيم زين               |                                  |
| سامي كاليهان    | سام جونستون            |                                  |
| ايسي روميرو     | جوستين روميرو          |                                  |
| لاري دي         | غير معروف              |                                  |
| تي جي بي        | ثيودور برينكز          |                                  |
| ويلي ماك        | وليام ماكلينتون جونيور |                                  |
| زكاري وينز      | زاكاري جرين            |                                  |

### المصارعات الإناث (النوك اوتس)

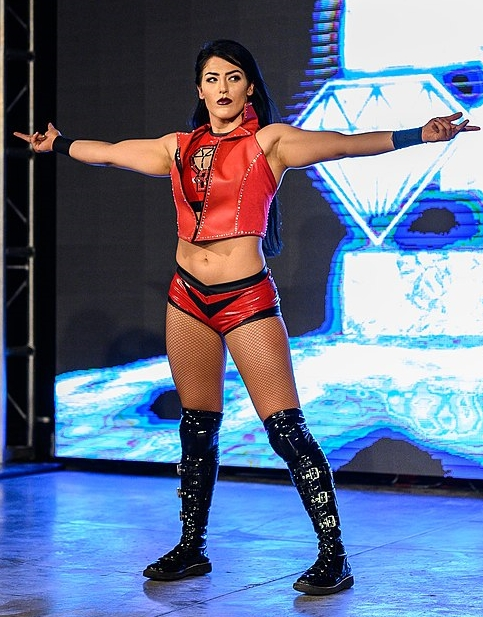
تيسا بلانشيرد بطلة العالم

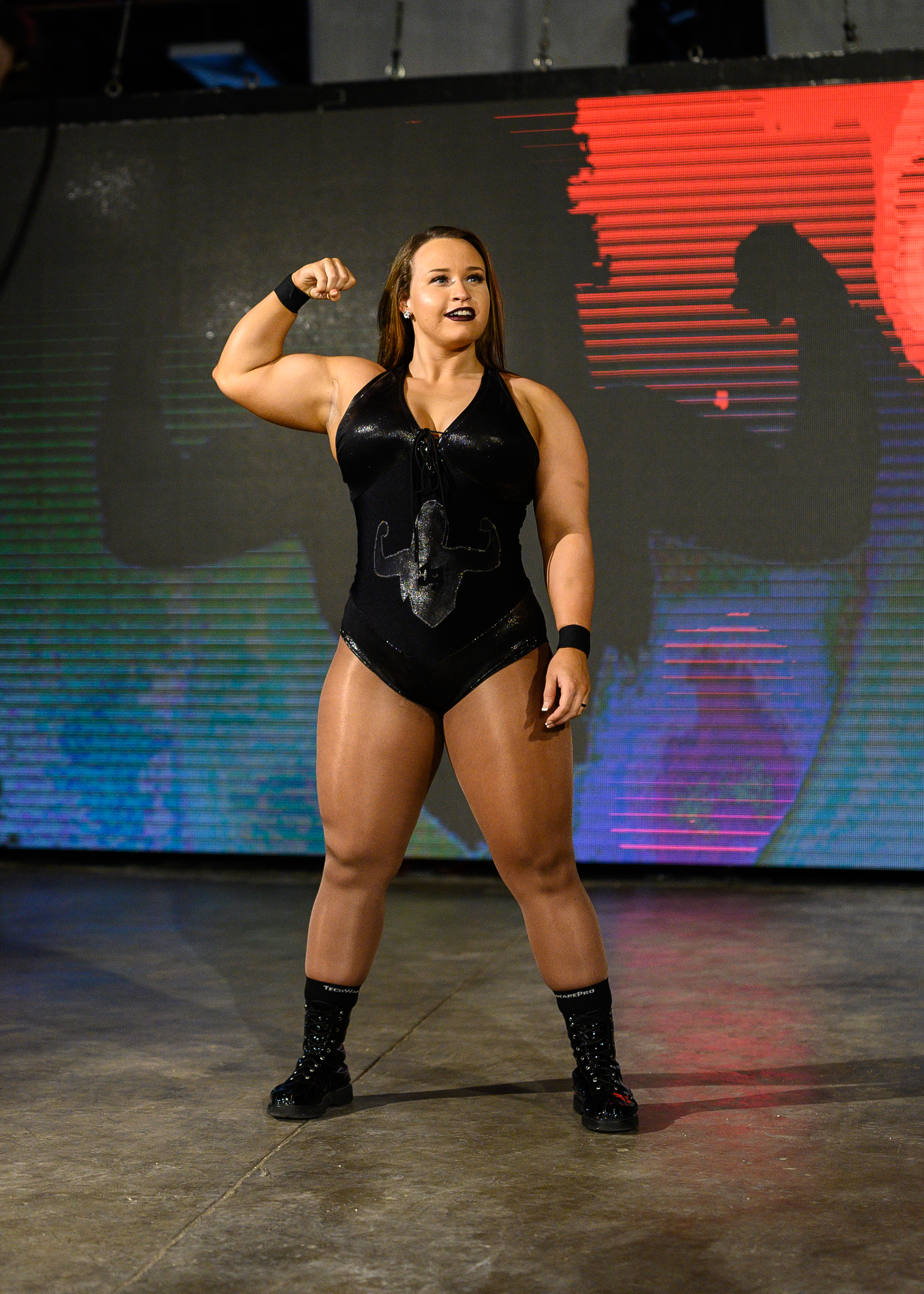
جوردين جريس بطلة النوك اوتس

| اسم الحلبة    | الاسم الحقيقي  | ملاحظات                  |
| ------------- | -------------- | ------------------------ |
| اليشا ادواردز | اليشا ماهير    |                          |
| جيسيكا هافوك  | جيسيكا كيركس   |                          |
| جوردين جريس   | باتريشيا باركر | بطلة النوك اوتس          |
| كيرا هوغان    | كيرا هوجان     |                          |
| ماديسون راين  | أشلي لومبيرجر  |                          |
| روزماري       | هولي ليكيتمان  |                          |
| سو يانج       | فاناراه ريجز   |                          |
| تايا فالكيري  | كيرا فوستر     | بطلة AAA ملكة الملكات    |
| تانيل ديشود   | تانيل ديشود    |                          |
| تيسا بلانشيرد | تيسا بلانشيرد  | بطلة العالم للوزن الثقيل |
| كاتي فوربس    | كاثرين فوربس   |                          |

### أفراد آخرين على الهواء
| اسم الحلبة      | الاسم الحقيقي  | ملاحظات                                        |
| --------------- | -------------- | ---------------------------------------------- |
| الاب جيمس متشيل | جيمس ميتشيل    | مدير هافوك وسو يونغ                            |
| جاما سينغ       | جادوار سوهوتا  | مدير فريق منتديات هيت                          |
| جوني اي برافو   | جون ميلنيك     | مدير تايا فالكيري                              |
| كونان           | تشالريز اشينوف | مدير فريق ال ايه اكس كاتب في فريق الابداع منتج |

## فريق البث

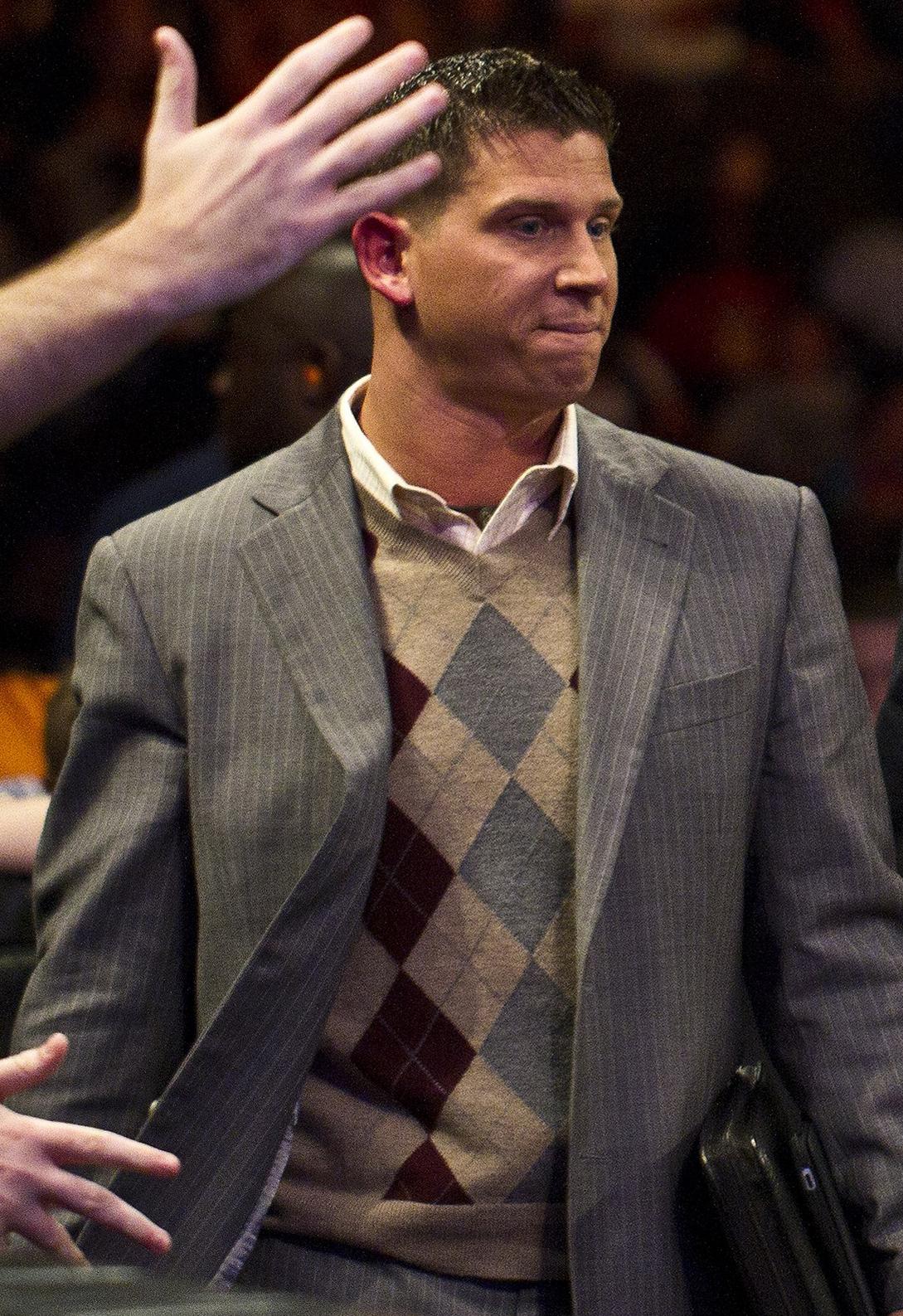
جوش ماثيوز

| اسم الحلبة    | الاسم الحقيقي  | ملاحظات                                                  |
| ------------- | -------------- | -------------------------------------------------------- |
| انتوني كارلي  | انتوني كارلي   | يشارك في استضافة برنامج Behind the Lights علي منصة تويتش |
| دون كاليس     | دون كاليس      | المعلق اللون نائب الرئيس التنفيذي                        |
| جيبريال لورين | جبريال لورين   | موظفة المقابلة وراء الكواليس                             |
| جورج ايسمان   | جورج مينينزيز  | يشارك في استضافة برنامج Behind the Lights علي منصة تويتش |
| جيمي جاكوبز   | كريستوفر شيفلي | موظف المقابلات وراء الكواليس منتج                        |
| جوش ماثيوز    | جوشوا لومبيرجر | المعلق الرئيسي مدير أول - الوسائط الرقمية                |
| ميليسا سانتوس | ميليسا سانتوس  | موظفة المقابلة وراء الكواليس                             |
| ستون روكويل   | نيكولاس فوتي   | مضيف IRL مغامرات على تويتش المصارع استعراضي              |

## الحكام
| اسم الحلبة           | الاسم الحقيقي  |
| -------------------- | -------------- |
| برندون تويل          | برندون تويل    |
| هاري ديميرجيان       | هاري ديميرجيان |
| كيد ريف "كريس ليفين" | كريس ليفين     |

## أفراد وراء الكواليس
| اسم الحلبة         | الاسم الحقيقي      | ملاحظات                            |
| ------------------ | ------------------ | ---------------------------------- |
| اندرو توماس        | اندرو توماس        | المدير الانتاجي للعروض التلفزيونية |
| بينجامين كولي      | بينجامين كولي      | المنتج المساعد                     |
| بيل بيهيرنيس       | وليام بيهرنيس      | رئيس حجوزات المواهب                |
| بوب رايدر          | روبرت رايدر        | مدير عمليات السفر                  |
| دانيال بورجيس      | دانيا بروجيس       | مصمم الجرافيك                      |
| ديفيد ساهادي       | ديفيد ساهادي       | الانتاج                            |
| ديلو براون         | اكي كونور          | منتج                               |
| ايريك تومبكينس     | ايريك تومبكينس     | محرر الفيديو                       |
| جيل كيم            | جيل كيم            | عضوة قاعة المشاهير منتجة           |
| هانا بيكر          | هانا بيكر          | مديرة وسائط الاعلام الرقمية        |
| جايمي جريس         | جايمي جريس         | المنتج الصوتي                      |
| كينث سميث          | كينث سميث          | منتج                               |
| كيفين كوستين       | كيفين كوستين       | مدرب                               |
| كرستينا ماككونفالي | كرستينا ماككونفالي | المنتجة الصوتية                    |
| لانس ستورم         | لانس ايفيرس        | منتج                               |
| مايكل فيدير        | مايكل فيدير        | مدير الانتاج                       |
| روس فورمان         | روس فورمان         | رئيس علاقات وسائل الاعلام          |

## موظفي الشركات
| اسم الشخص       | الوظيفة                                                                                                |
| --------------- | --- |
| اندرو وايتيكر   | مستشار حقوق وسائل الإعلام الاستراتيجية الرئيس التنفيذي والشريك الإداري لشركة Kings Highway Media       |
| اريل شنيرير     | مدير أول - شركة انثيم للرياضة والترفيه مدير التوزيع العالمي و IMPACT Plus                              |
| كريستوفر ليدويز | مدير مبيعات الشركات                                                                                    |
| ديكسي كارتر     | مستشارة- شركة انثيم للرياضة والترفيه/مجموعة فايت الاعلامية مالكة الأقلية                               |
| ايد نوردهولوم   | نائب الرئيس التنفيذي - لشركة انثيم للرياضة والترفيه رئيس الاتحاد (انثيم ريسلينيج اكسهيبشبنس ش.ذ، م، م) |
| كيفين سوليفان   | نائب رئيس الإنتاج التلفزيوني                                                                           |
| ليونارد أسبر    | مالك / الرئيس التنفيذي - لشركة انثيم للرياضة والترفيه                                                  |
| سكوت ديمور      | نائب الرئيس التنفيذي للاتحاد المنتج التنفيذي                                                           |
| شيلي ويست       | نائب الرئيس الأول للشراكات العالمية                                                                    |

## روابط خارجية
- قائمة تأثير المصارعة على موقع ImpactWrestling.com